# Petra d'Aràbia
Petra (del grec πέτρα, petra, ‘pedra’; àrab: البتراء, al-Batrāʾ), originalment coneguda pels seus habitants com a Raqmu (nabateu: Raqēmō)  fou una ciutat d'Aràbia en la moderna Jordània. Capital dels edomites i dels nabateus i, després, de la província romana d'Aràbia Pètria; més tard, anomenada Palestina Salutaris i finalment Palestina Tercera. El seu districte era anomenat Gebalene i estava situada entre la mar Morta i el golf d'Àqaba.
Famosa per la seva arquitectura tallada en roca i els sistemes de conducció d'aigua, Petra també s'anomena "Ciutat rosa" pel color de la pedra sorrenca de la qual està tallada. La ciutat és una de les set noves meravelles del món i un indret qualificat com a patrimoni mundial de la UNESCO des de 1984.

## Descripció
La geografia de Petra ha estat habitada des del 7000 aC, i va ser poblada pels nabateus, un poble àrab nòmada, al segle IV aC. Petra esdevindria més tard la capital del regne nabateu al segle II aC. Els nabateus van invertir en la proximitat de Petra se situava dins les rutes comercials de l'encens establint-la com un important centre comercial regional, la qual cosa va fer que l'enclavament obtingués considerables ingressos. A diferència dels seus enemics, els nabateus estaven acostumats a viure als deserts àrids i així van poder defensar el seu regne. Eren particularment hàbils en l'agricultura, la pedra tallada i sistemes de captació d'aigua de pluja.
Petra va florir al segle I dC, quan es va construir la seva estructura d'Al-Khazneh, possiblement el mausoleu del rei nabateu Aretas IV, i la seva població va arribar a un màxim de 20.000 habitants. Els nabateus va caure en mans dels romans l'any 106 dC, la qual van annexionar i la van rebatejar-la com Aràbia Petraea. La importància de Petra va disminuir a mesura que van sorgir les rutes comercials marítimes, i després d'el terratrèmol de Galilea del 363 el qual va destruir moltes estructures.  Fou conquerida 104 per Aule Corneli Palma, lloctinent de Trajà, i el 195 Septimi Sever la va engrandir i es construiren temples i mausoleus. Durant l'Imperi Romà d'Orient, es van construir diverses esglésies cristianes, però la ciutat va continuar en decadència. Amb la conquesta àrab al segle vii va ser en gran part abandonada, llevat d'un grup de beduins, i va romandre desconegut pel món occidental fins al 1812, quan el viatger suís Johann Ludwig Burckhardt el va redescobrir. Les ruïnes estaven habitades tradicionalment pels beduïns Bedul, que van viure a les coves i tombes del lloc fins a la dècada de 1980.
S'hi arriba per la vall de Wadi Mujib, únic accés a la ciutat rodejada de muntanyes, a través d'una gorja estreta coneguda com el Siq (‘el Fossat). La vall té nombroses necròpolis a les roques i construccions, barreja d'estils grec, romà i oriental. Una espècie de temple o mausoleu excavat a la roca, conegut com al-Khazneh (‘el Tresor’), de magnífica façana, és molt més auster a l'interior. Molt impressionant és l'aspecte del Monestir (al-Deir). A la zona, hi ha també altres restes, incloent-hi un teatre i un aqüeducte romans.
Petra és un símbol de Jordània, així com l'atracció turística més visitada de Jordània. El nombre de visitants arriba a prop d'un milió de turistes cada any.

## Plànol detallat de la ciutat

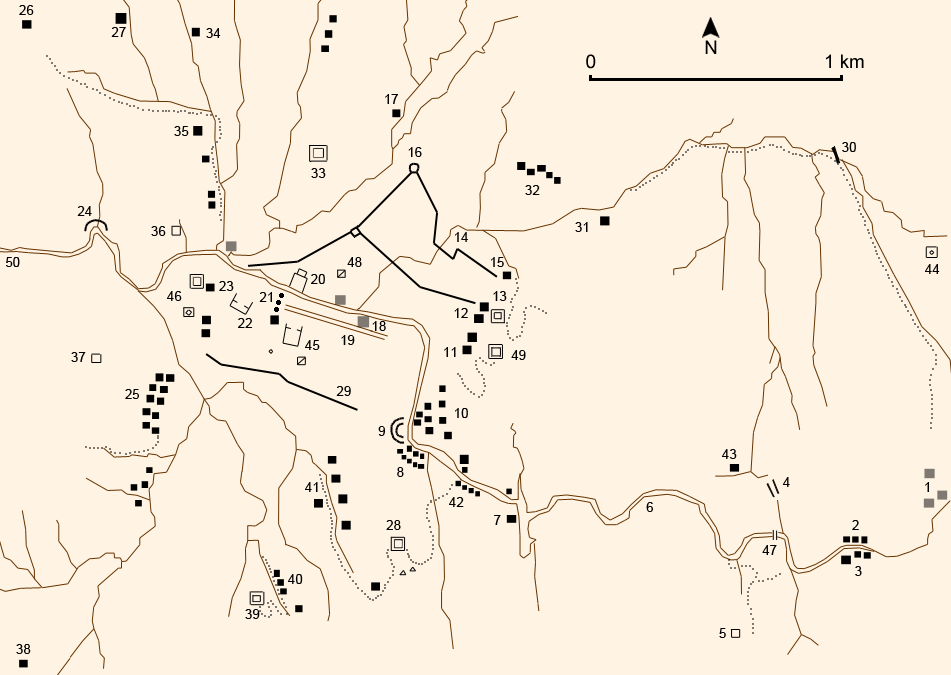
Plànol detallat de la ciutat de Petra, Jordània.
Muralla Camí d'accés
Edificis antics, tombes rupestres o temples
Edificis recents, destinats al turisme principalment

## Història
La història de Petra és llarga, la vall de Wadi Mujib,  era molt estimada per ser fàcil defensa. Tanmateix, els seus primers habitants foren beduins nòmades, per la qual cosa només hi ha rastres físics dels habitatges a partir de l'època nabatea, a partir de les seves construccions i restes. Després del període romà d'Orient, el lloc pràcticament va ser abandonat, per la qual cosa hi ha poques fonts que evoquin aquell moment, i això fa difícil reconstruir la història de la ciutat durant un llarg període. Després del redescobriment de la ciutat per Jean Louis Burckhardt el 1812, s'hi ha trobat als escrits de l'antiguitat moltes fonts que evoquen la història de Petra.

### Neolític
Els descobriments al lloc de Beidha, a pocs quilòmetres de Petra, han demostrat l'existència d'instal·lacions sedentàries que daten d'un període estimat entre els anys 30.000 i 10.000 aC. L'establiment més antic trobat a Petra data de l'edat de ferro.

### Antiguitat

#### Període edomita
D'acord amb Léon de Laborde, els primers rastres de les instal·lacions sedentàries edomites al lloc de Petra es remunten a finals del segle viii aC. Aquest poble dominava llavors tota la regió. Els edomites optaren per instal·lar-se a Umm al-Beira, els turons propers a Petra, atès que s'hi han trobat diversos emplaçaments als cims. El mateix lloc ocupat més tard pels nabateus, pobres constructors, però molt reputats per la ceràmica. La regió patí nombroses incursions per part de les tribus israelites, però romangué sota el control dels edomites almenys fins a l'annexió del territori a l'Imperi Persa. Evidències recents suggereixen que el nom nabateu de Petra era Raqēmō, escrit de diverses maneres en les inscripcions com rqmw o rqm.
Segons l'Èxode, els edomites —com a descendents d'Esaú i enemics dels hebreus— s'oposaren al pas de Moisès. En un esforç per localitzar els llocs mencionats a l'Èxode, Léon de Laborde i Louis-Maurice-Adolphe Linant de Bellefonds donaren noms bíblics als llocs que trobaven, per exemple, Wadi Moussa (el rierol de Moisès) o Al-Khazne Firaun (el tresor del Faraó). Petra, com Bosrà no serà coneguda fins al segle xx, com la ciutat mencionada a la Bíblia (II Reis 14, 7; Isaïes 16, 1) amb el nom de Sela, la capital dels edomites, abans que les investigacions arqueològiques demostressin que es tractava de dues ciutats diferents.

#### Període nabateu
L'arribada dels nabateus, una entre diverses tribus d'Aràbia nòmades que vagaven pel desert i es traslladaven amb els seus ramats allà on poguessin trobar pastures i aigua, que es remunta probablement al segle vi aC, quan entren al país d'Edom i prenen el control de Petra. Els edomites es desplaçaren a la regió de l'Hebron, deixant l'assentament.
L'època nabatea està més ben documentada que altres temps de l'antiguitat, però la majoria dels documents: escrits en papir i altres suports que es desfan fàcilment, es destruïren. Les fonts que daten d'aquest període són escasses, no en queden més dades precises que les que quedaren gravades a les parets de sorra de la ciutat, i les etapes de la construcció dels monuments per ajudar a reconstruir aquesta època de la història. L'historiador jueu Flavi Josep (ca. 37–100 dC) escriu que la regió va ser habitada pels madianites durant l'època de Moisès, i que van ser governats per cinc reis, un dels quals era Rekem. Josep esmenta que la ciutat, anomenada Petra pels grecs, "és la més alta a la terra dels àrabs" i era anomenada Rekeme per tots els àrabs del seu temps, després del seu fundador reial (Antiguitats iv. 7, 1; 4, 7). A l'Onomasticon d'Eusebi també va identificar a Rekem com a Petra. L'àrab raqama significa "marcar, decorar", així que Rekeme podria ser una paraula nabatea que es refereix a les famoses façanes de roca tallada. L'any 1964, uns treballadors que netejaven les runes del penya-segat a l'entrada del congost van trobar diverses inscripcions funeràries en escriptura nabatea. Un d'ells va ser per a un tal Petraios que va néixer a Raqmu (Rekem) i va ser enterrat a Garshu (Jerash).
L'any 312 aC el general Antígon el Borni fracassa en el seu intent de capturar la ciutat. Al segle xiv aC, la ciutat abasta més de deu quilòmetres quadrats. Els nabateus són coneguts per llur tècnica de ceràmica d'alta qualitat. Cap a finals del segle iv aC i començaments del iii, els nabateus semblen totalment independents, malgrat el domini regional de la dinastia ptolemaica; i a finals del segle iii aC els nabateus donaren suport a Antíoc III, que expulsa els ptolemeus cap al sud.
Entre l'any 93 i 90 aC, el rei nabateu Obodes I derrotà Alexandre Janeu als alts del Golan, acabant amb l'expansió dels asmoneus a Petra i al seu regne. Conquerí els països de Moab i Galaad, a l'est de Jordània, que tornaran a perdre després, malgrat la seva nova victòria sobre Jannée l'any 82. L'any 85 aC Obodes I derrotà el selèucida Antíoc XII Dionisi que morí en combat. A la seva mort, Obodes fou deïficat pels nabateus que organitzaren el seu culte i construïren el Deir en honor seu.
El rei Aretes III, fill d'Obodes I, estén el regne dels nabateus fins a Damasc. La ciutat es desenvolupa gràcies al comerç de la ruta de l'encens. Aquesta històrica ruta terrestre començava al Iemen al llarg de la costa oest d'Aràbia i es dividia a Petra en dues branques: una cap al nord-oest que arribava a Gaza, i una altra al nord-est en direcció a Damasc. L'aigua i la seguretat feren de Petra un oasi per a les caravanes del sud d'Aràbia, carregades sobretot de productes de luxe, espècies i seda de l'Índia, de vori d'Àfrica, perles de la Mar Roja i encens del sud d'Aràbia, entre altres productes molt preuats. La resina de Boswèl·lia fou estimada al món antic com una ofrena religiosa, molt valuosa, i també com a medecina. La intermediació comercial i els aranzels produïen importants beneficis per als nabateus.
El rei nabateu Malicos I i Obodes III feren fracassar moltes expedicions romanes a Aràbia fins i tot als anys 25 i 24 aC, el prefecte d'Egipte Gai Aeli Gal·lus. Els romans tractaren de trobar l'origen de les espècies i els perfums amb què comerciaven els nabateus per no pagar-ne la intermediació. La ciutat arribà al seu apogeu l'any 50. Tenia llavors 20.000 habitants, però les fonts difereixen molt d'aquest nombre: d'altres estimacions van des dels 30.000 als 40.000 habitants. Durant el regnat del rei nabateu Obodes III el regne experimentà un important desenvolupament cultural. En aquesta època es construeixen la majoria de les tombes i dels temples.
Els nabateus adoraven els déus i deesses àrabs de l'època preislàmica, així com alguns dels seus reis deïficats. Duixara és el principal déu masculí, amb la seva trinitat femenina: Al-Uzza, Al·lat i Manat. Tot d'estàtues tallades a la roca mostren aquests déus i deesses.
Diodor de Sicília descriu les expedicions d'Antigon a la regió, i Estrabó dona testimoni de les riqueses d'aquest poble àrab, provinents del comerç de les caravanes entre Àsia i Europa, però no coincideixen en la seva forma de vida: eren sedentaris o nòmades, camperols o urbans. El nombre semític de Petra també es menciona als manuscrits de la mar Morta.

#### Període romà

La província romana d'Aràbia.

Plini el Vell la localitza perfectament i n'atorga moltes notes de la seva economia. Una confederació composta per deu estat-ciutats situada no gaire lluny de Petra anomenada Decàpolis feu la seva aparició a l'època dels romans. Serà sotmesa per Roma l'any 63 aC.
Entre els anys 64 i 63 aC, els territoris nabateus foren conquerits pel general Gneu Pompeu Magne i annexats a l'Imperi Romà, en la seva campanya pe reconquerir les ciutats preses pels hebreus. Tanmateix, després de la victòria, l'imperi atorgà a Petra i als nabateus una relativa autonomia, amb l'obligació principal de pagar imposts i de protegir les fronteres de les tribus del desert. En aquesta època es comencen a construir edificis a la manera grega i es realitzen els conegudes façanes que evoquen temples hel·lènics.
L'any 106, probablement després de la mort de l'últim rei nabateu, Rabel II, el regne fou annexionat per ordre de l'emperador Trajà, acció que fou duta a terme per Aule Corneli Palma, governador de Síria, un cop dominada s'hi deixà aquarterada una legió. Això feu que Bosrà es convertís ràpidament en la segona ciutat més gran del regne nabateu, la capital de la nova província romana d'Aràbia. L'emperador Trajà reanomenà Bosrà com Nea Traiane Bostra ('Nova Bostra de Trajà') i Petra rebé el títol honorari de metròpoli. Una mica més tard, l'any 114, Petra es convertí en la base per als atacs contra l'Imperi de Pàrtia a l'Iran.
L'obertura de les rutes marítimes a l'època romana fou un cop fatal per a Petra i per als nabateus en desviar els corrents comercials de la ciutat. Des de l'ocupació romana, algunes caravanes continuen aturant-se a Petra, però es tornen cada menys freqüents amb el temps tot i la construcció d'una via romana de 400 km que connecta Bosrà, Petra i el golf d'Àqaba. L'emperador Hadrià anà a la ciutat l'any 131 i l'anomenà Petra Hadriana.
L'augment en la construcció revela que la ciutat conegué, malgrat tot, un període pròsper durant la pax romana. Amb la reorganització de l'imperi, iniciada per l'emperador Dioclecià, esdevingué la capital de la Palestina Taertia. Els romans encapçalaren un riu, el uadi, per un túnel sota Petra, reconstruïren el carrer principal i aixecaren el temple Qasr al-Bint.
Segons la tradició àrab, Petra és el lloc on Moisès a l'èxode del poble d'Israel des d'Egipte feu que brotés una font de la pedra quan la colpejà amb el seu bastó. La vila prop de Wadi Moussa i alguns altres llocs encara evoquen el nom de Moisès i de Míriam, la seva germana, que hi té una tomba.

#### Període romà d'Orient

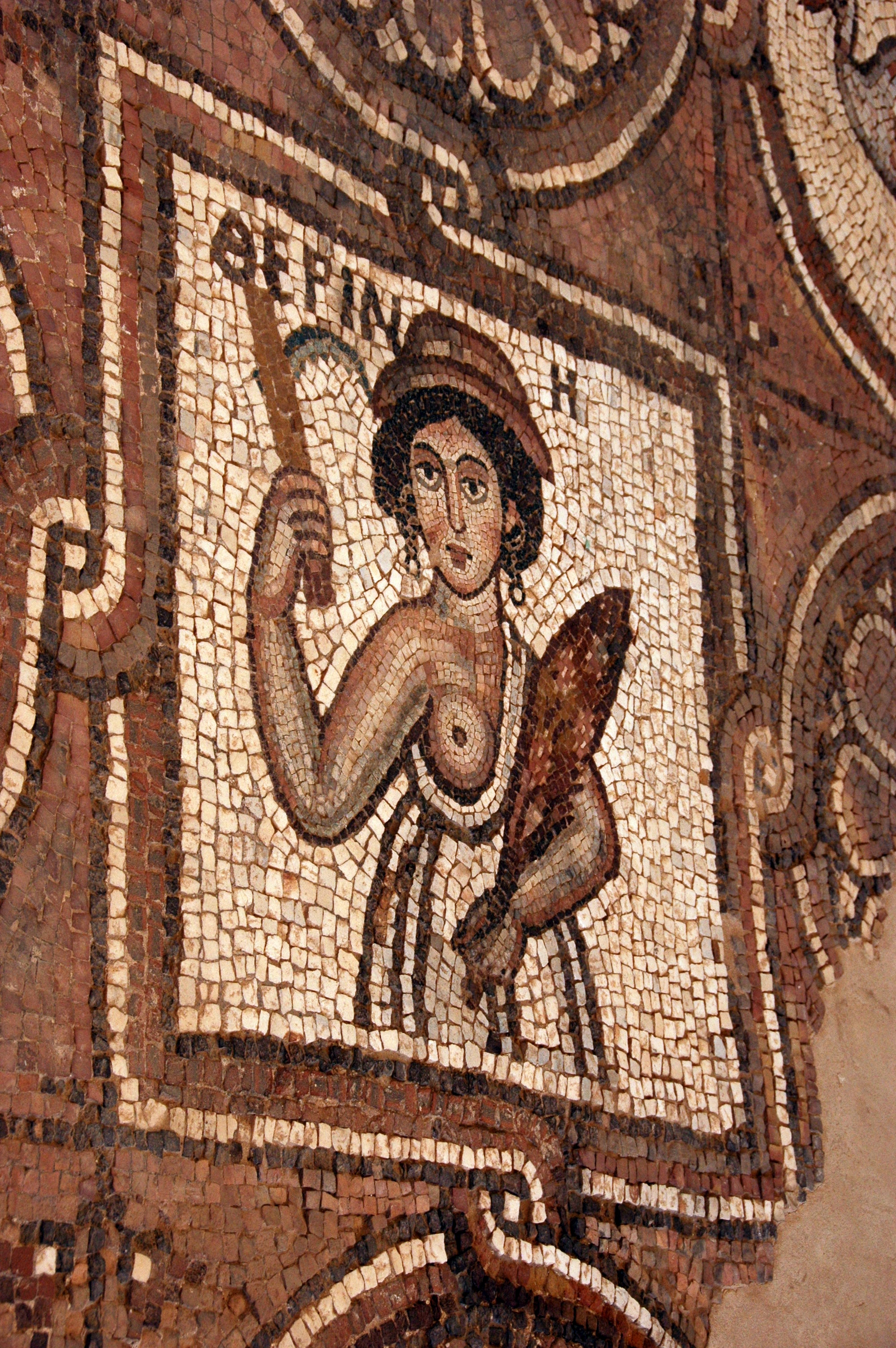
Detall d'un mosaic romà d'Orient a l'església de Petra.

L'any 325 —gairebé 500 anys després de la creació de Petra com a centre comercial—, la cristiandat es convertí en una de les religions estatals de l'imperi, la qual cosa influí també en la província i en Petra. L'any 330, l'emperador Constantí I el Gran creà l'Imperi Romà d'Orient, amb la seva capital a Constantinoble. Petra i la seva província passaren a formar part d'aquesta part de l'imperi.
Petra era aleshores part de l'Imperi Romà d'Orient, i l'imperi alenà, com a tot el seu territori, la difusió de la fe cristiana mitjançant la construcció d'esglésies. Els habitants de la ciutat continuaren sent fonamentalment fidels a llurs creences, però l'any 350 fou nomenat a Petra un bisbe, i un segle més tard s'hi construïren grans esglésies. Sant Atanasi d'Alexandria es refereix a un bisbe de Petra anomenat Asteri. El Deir fou utilitzat com a església durant aquest període, i durant les excavacions s'hi descobrí una creu pintada a la paret, i unes altres tres esglésies. La gran tomba de les urnes de l'època nabatea, que correspon a la tomba de Malicos II o Aretes IV, es convertí en una mena de catedral l'any 446. Al nord de Petra hi ha diverses tombes amb una creu tallada, això fa indicar que els cristians les aprofitaren per enterrar-hi morts.
L'antiga ciutat de Petra va ser la capital de la província romana de Palestina Salutaris i es van excavar moltes esglésies del període romà oriental a Petra i als voltants. En una d'aquestes, es van descobrir 140 papirs, que contenien principalment contractes datats entre els anys 530 i 590, que establien que la ciutat encara estava en actiu al segle VI.
L'any 363 un fort terratrèmol causà danys en els monuments, àdhuc el teatre, i els aqüeductes. En la seva descripció del terratrèmol i la seva rèplica, Ciril de Jerusalem afirma que gairebé la meitat de la ciutat fou destruïda quan tingué lloc el terratrèmol, a la tercera hora, i en particular a la novena hora de la nit.
La ciutat es trobava ja afeblida des del començament de la dominació romana pel descens de les seves activitats comercials; no fou reconstruïda i els habitants van començar a deixar-la de mica en mica.

### Edat mitjana

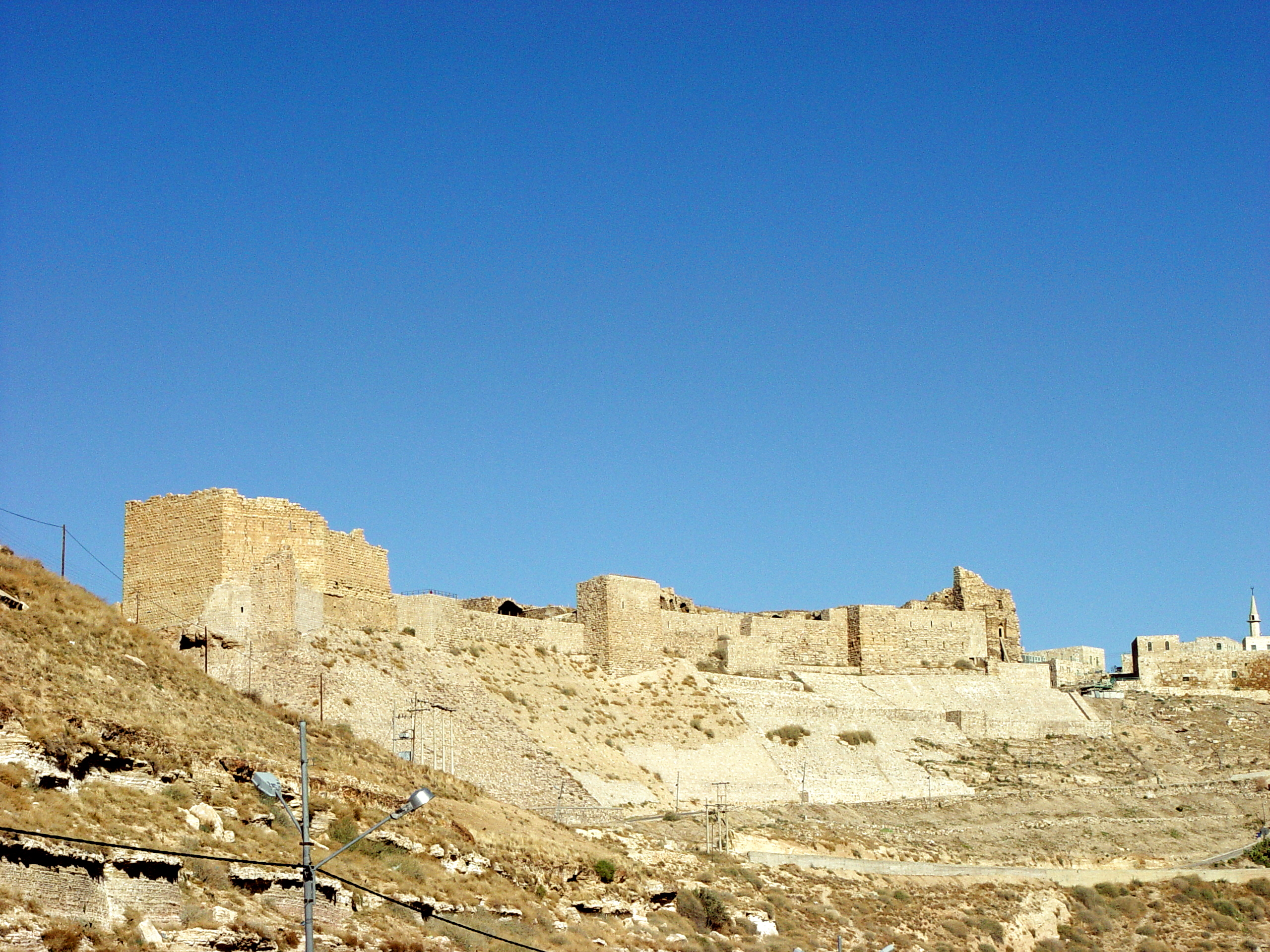
Fortalesa a les ruïnes d'Al-Karak, a mig camí entre Amman i Petra.

La conquesta islàmica de la regió els anys 629-632 sembla que no s'interessà per Petra. L'última menció de la ciutat es troba en un text escrit per Anthenogenes, bisbe de la ciutat, a finals del segle v o començaments del vi.
Conquerida pels àrabs finalment, l'actuació dels quals sobre la ciutat no es coneix, Petra, que gradualment s'havia buidat d'habitants i s'havia convertit en una simple vila l'any 700, és ocupada en última instància pels croats abans de ser completament oblidada.
Durant la Primera Croada la ciutat fou ocupada per Balduí I del Regne de Jerusalem i forma el segon vassallatge de la baronia d'Al-Karak a la Senyoria de Transjordània. Amb la dominació franca s'hi reconstruïren diverses fortificacions croades a les fortaleses d'Al-Wu'ayrah i Al-Habis.
La ciutat continua en mans dels croats fins a l'any 1187, quan Saladí els derrotà en la batalla de Hattin i Al-Karak prenent possessió de la regió. Un pelegrí alemany anomenat Thetmar digué haver passat prop de Petra el 1217 i el sultà Az-Zahir Rukn ad-Din Baybars la-Bunduqdari creuà la ciutat l'any 1276.
Les ruïnes de Petra foren objecte de curiositat durant l'edat mitjana, atraient-hi diversos visitants que hi deixaren constància de llur visita, com els sultans bibars d'Egipte a començaments del segle xiii.

### Període modern
Petra fou descoberta al món occidental el 1812 per Jean Louis Burckhardt, un viatger suís disfressat d'àrab, que es feia dir Sheikh Ibrahim. Seguí la ruta entre Damasc i Egipte, passant per Jordània. Sentí a dir que als afores del poble de Wadi Mussa hi havia enmig d'una fortalesa natural unes ruïnes extraordinàries. En aquesta regió, que llavors pertanyia a l'Imperi Otomà, es desconfiava de les persones que xafardejaven entre les antiguitats considerades com "obres dels infidels", perquè en aquell moment la situació política i religiosa era tensa. Burckhardt es presentà com un pelegrí que desitjava sacrificar una cabra al profeta Aaró, la tomba del qual, construïda al segle xiii, se suposava que era més enllà de les ruïnes, a la part superior de Jebel Haroun. Acompanyat pel seu guia, travessà la ciutat antiga l'agost del 1812, sense poder ni tan sols aturar-se per prendre'n notes o dibuixos, però conscient de la importància de tals restes i del fet que aquelles ruïnes properes a Wadi Mussa eren les de Petra. Entusiasmat, propagà la notícia entre els occidentals instal·lats a Orient i a Egipte i exposà les seves conclusions al llibre Travels in Syria and the Holy Land, publicat el 1823, cinc anys després de la seva mort.
S'hi dugueren a terme altres intents d'exploracions, malgrat la desconfiança de la gent local. El maig del 1818, sis anys després de l'expedició de Burckhardt, una dotzena de persones de Jerusalem, entre ells John William Bankes, Giovanni Finati i els oficials navals Irby i Mangles, aconseguiren mantenir-se un parell de dies a la ciutat, però les rivalitats entre els caps de les tribus els obligaren a abandonar el lloc abans d'allò previst.
A partir del 1828 s'iniciaren les vertaderes primeres missions arqueològiques. I ja des del 1830 l'assentament es converteix en un lloc per visitar, complementades per peregrinacions religioses i en una font de beneficis per a molts caps de les tribus dels voltants.

## Arquitectura

### Generalitats

Plànol de la planta de l'església romana d'Orient.
I: Cor
II: Atri
III: Baptisteri
IV: Mosaics
V: Pergamins.

En el seu origen, els nabateus eren un poble nòmada, llurs construccions eren simples tendes de pell de cabra. Després excavaren habitacions molt senzilles a la roca, amb façanes llisses, amb una porta a la part inferior i un o dos talls en forma d'escala. Es tracta d'una adaptació de les tombes síries. Estant en constant contacte amb les civilitzacions dels encontorns, s'inspiraren dels estils d'elles, sobretot del d'Alexandria.
Al segle i s'inicià la construcció d'estructures monumentals: les tombes de Deir, del palau i de Corint. Durant el segle ii els constructors de la ciutat adoptaren detalls arquitectònics hel·lenístics: frisos, arquitraus, pilastres… i crearen un estil nou de capitell que s'anomena nabateu.
Fan servir cada cop més només les estructures decoratives, algunes inspirades en la cultura aborigen: roselles, animals de la regió o d'altres llocs (elefants, lleons, àguiles), escultures inspirades en l'antiga Grècia (incloses les de Medusa), esfinxs, grius... Les famílies més riques de la ciutat contractaven arquitectes per crear tombes que contenen façanes altament decorades. De la mateixa manera, decoraven l'interior de les cases amb estuc, pintades amb colors llampants.
Estrabó diu que a Petra les autoritats «feien pagar públicament una multa a aquells que reduïen les seves riqueses i donaven honors a qui les augmentaven», moltes persones ostentaven llur riqueses fent construir tombes i monuments imponents.

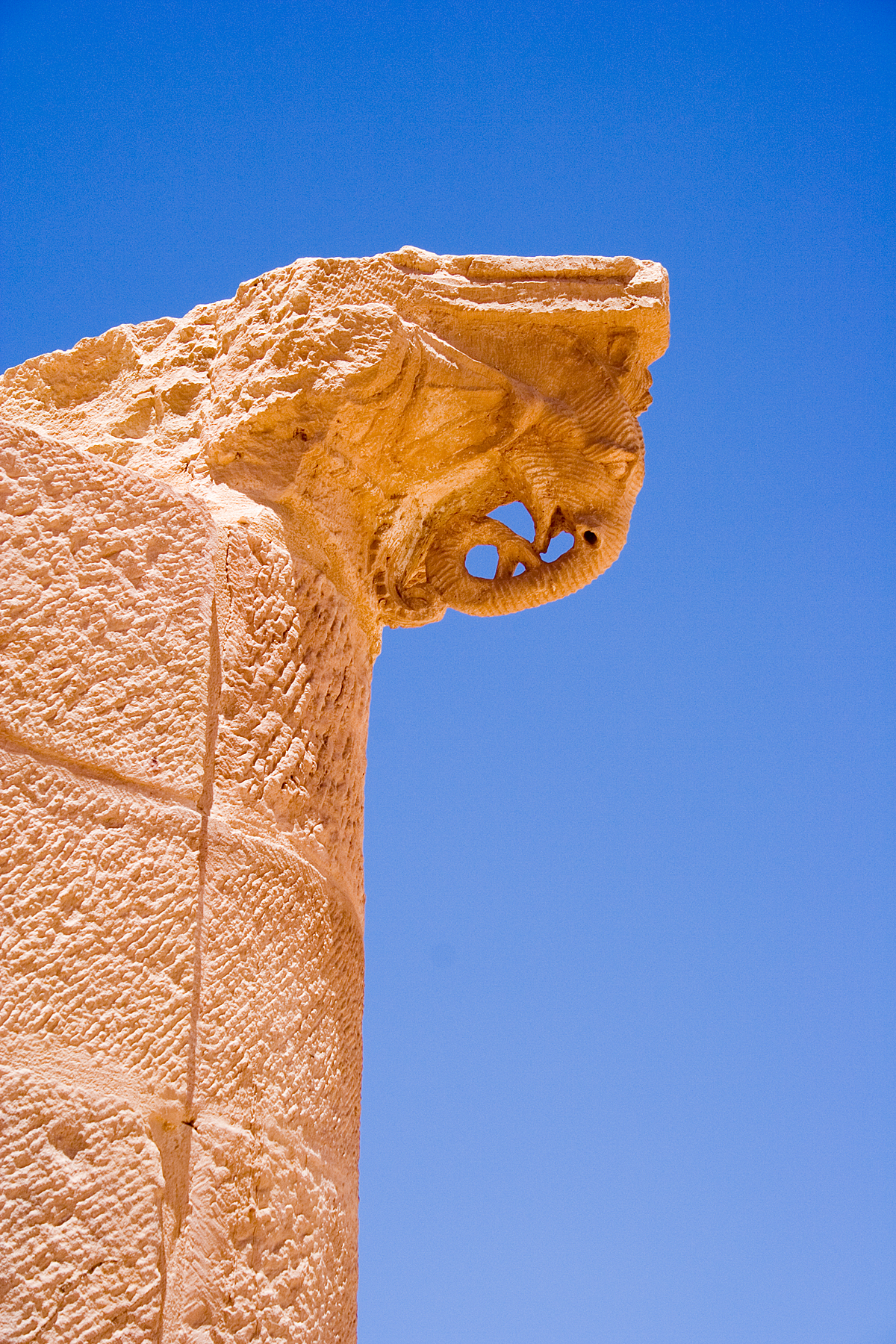
Detall d'una columna amb decoració en forma de cap d'elefant.

Encara que els edificis públics, monuments i tombes indiquen una forta influència hel·lenística i d'altres civilitzacions, amb les seves columnes, peristils i altres detalls estrangers, les zones privades dels nabateus, on dormien, menjaven i treballaven, segueixen l'estil àrab. Sovint manquen de finestres i fan petits patis interiors tranquils, com és costum a l'Orient Mitjà. Els sostres de les cases baixes, d'una planta o dues, són plans i sense rajoles i tots, tret dels rics, que prefereixen mosaics, tenen terres de llosses. Sovint hi ha bancs de pedra per seure durant els àpats, però la resta del mobiliari sembla haver estat de fusta, perquè no n'hi ha rastres. Les cuines es troben fora de la casa principal per reduir al mínim el risc d'incendi, com és el cas en molts altres països dels voltants.
Els habitants de Petra també construïren molts edificis amb columnes, utilitzades dins i fora dels edificis. A fora, les que servien per separar els patis interiors i altres estructures i a l'interior per decorar i per separar les diferents cambres.
Durant l'ocupació romana, els romans construïren un carrer recte, envoltat de pòrtics amb columnes, en direcció cap al mercat de la ciutat; abans tots els carrers seguien els encontorns de la vall, el carrer principal seguia el curs del Siq.
La majoria dels edificis de Petra no es construïren sobre una xarxa de carrers sinó en terrasses naturals al llarg de les parets de la vall, o excavades a la roca. Els assentaments s'emplacen prop de les fonts i es formaren com senzills campaments tribals. A Ez-Zantur, una àrea per damunt de la calçada romana, s'hi troben les restes d'una casa de pedra del segle i, al mateix lloc hi ha una vil·la rica construïda també al segle i.
Als llocs considerats sagrats per als nabateus, hi col·locaren pedres elevades formant un conjunt anomenat baètryles, literalment 'casa de Déu'. Servien per indicar la presència d'un déu. L'entrada al Siq fou coronada per un gran arc, del qual només en queden les restes a un costat del canó, a causa dels estralls de l'erosió, dels terratrèmols i de les inundacions. Al llarg de les parets hi ha petits nínxols que contenen escultures de déus. Una muralla, de la qual queden molt poques restes, protegia Petra i la seva vall dels atacs enemics.
Cal assenyalar que la relativament bona conservació dels monuments es deu que, per tradició, els habitants de les viles veïnes han "mantingut" la ciutat fins aproximadament el segle xix.

Localització de Petra a Jordània, a l'Orient Mitjà.

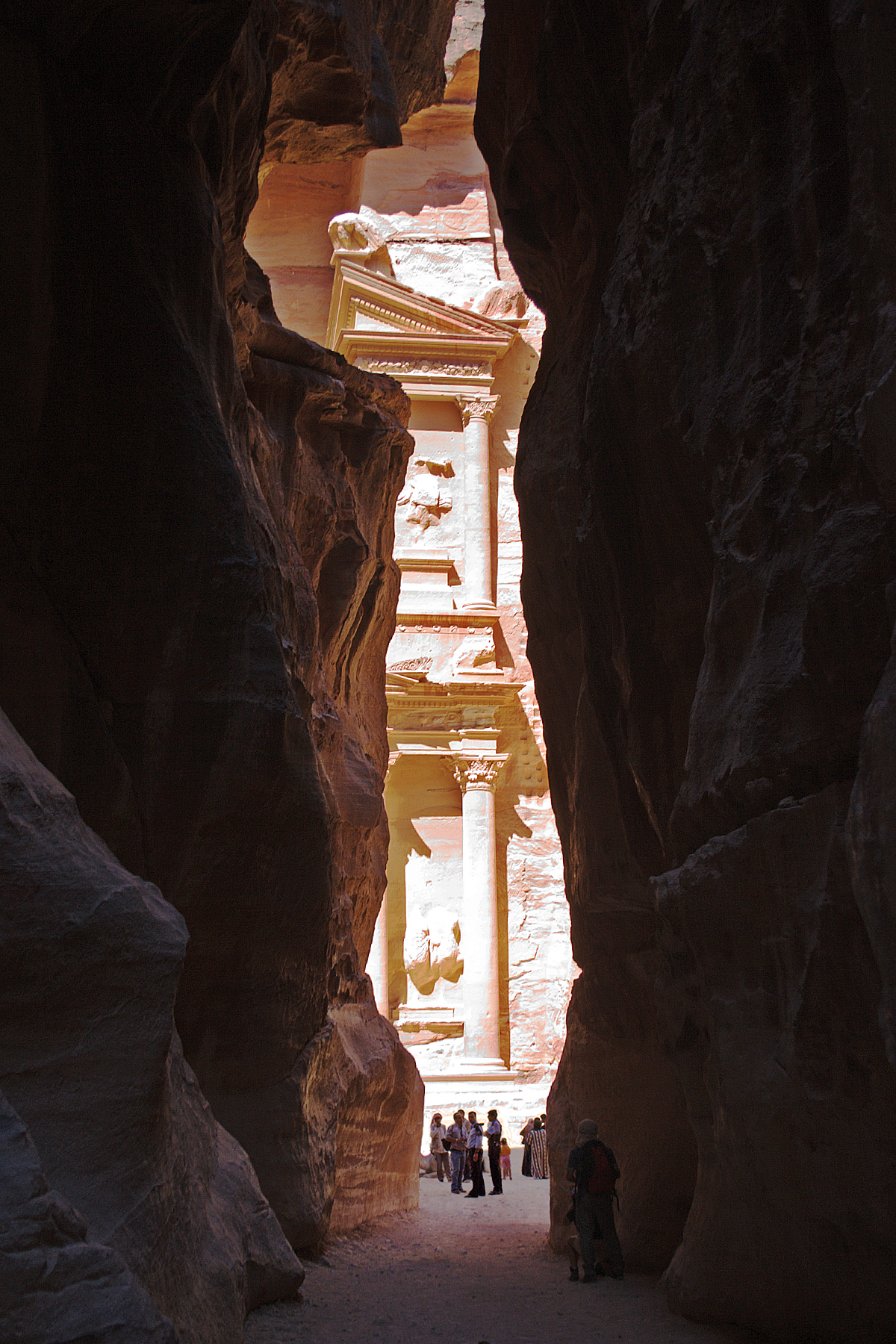
Entrada a través del pas del Siq.
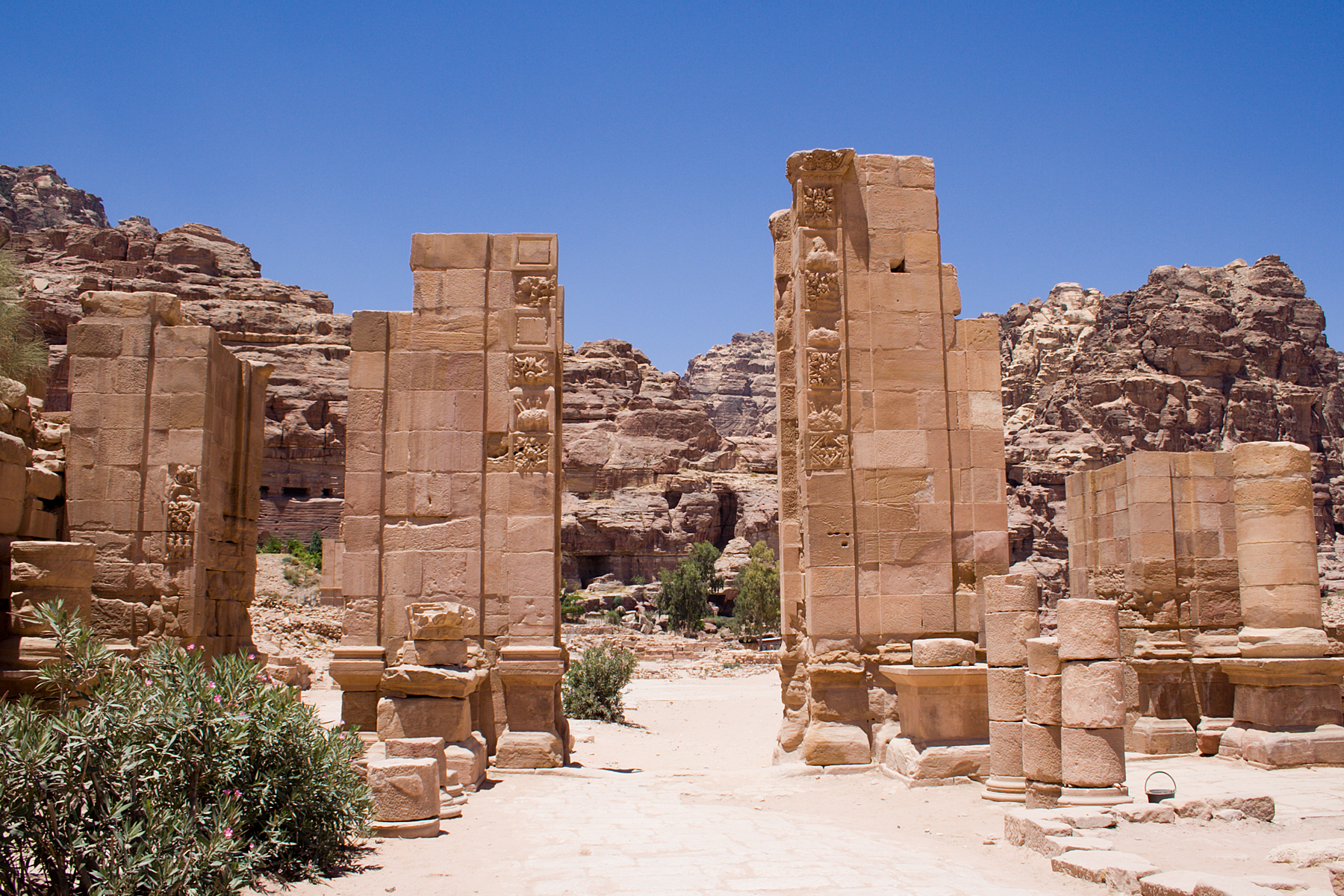
Porta.
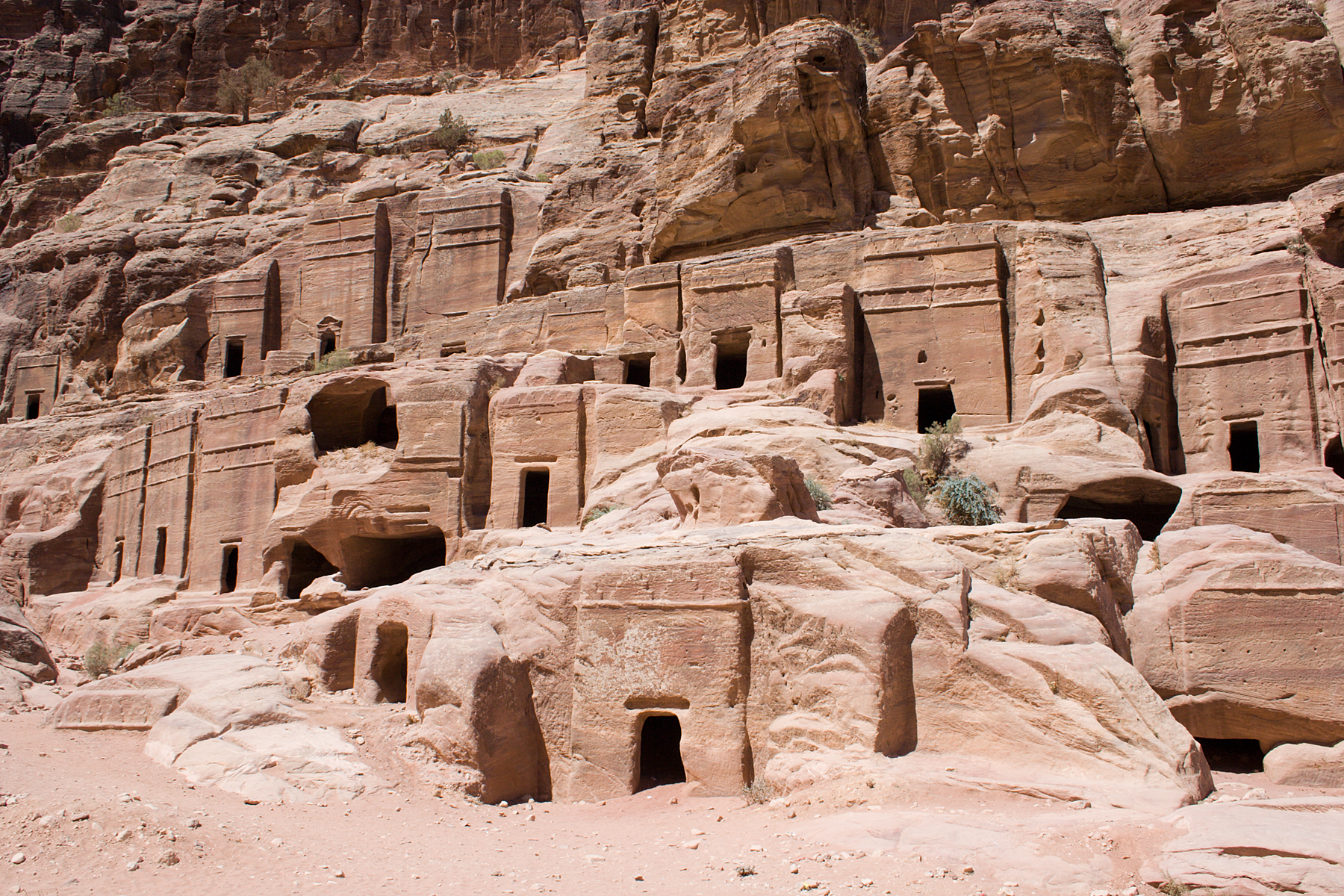
Habitatges.
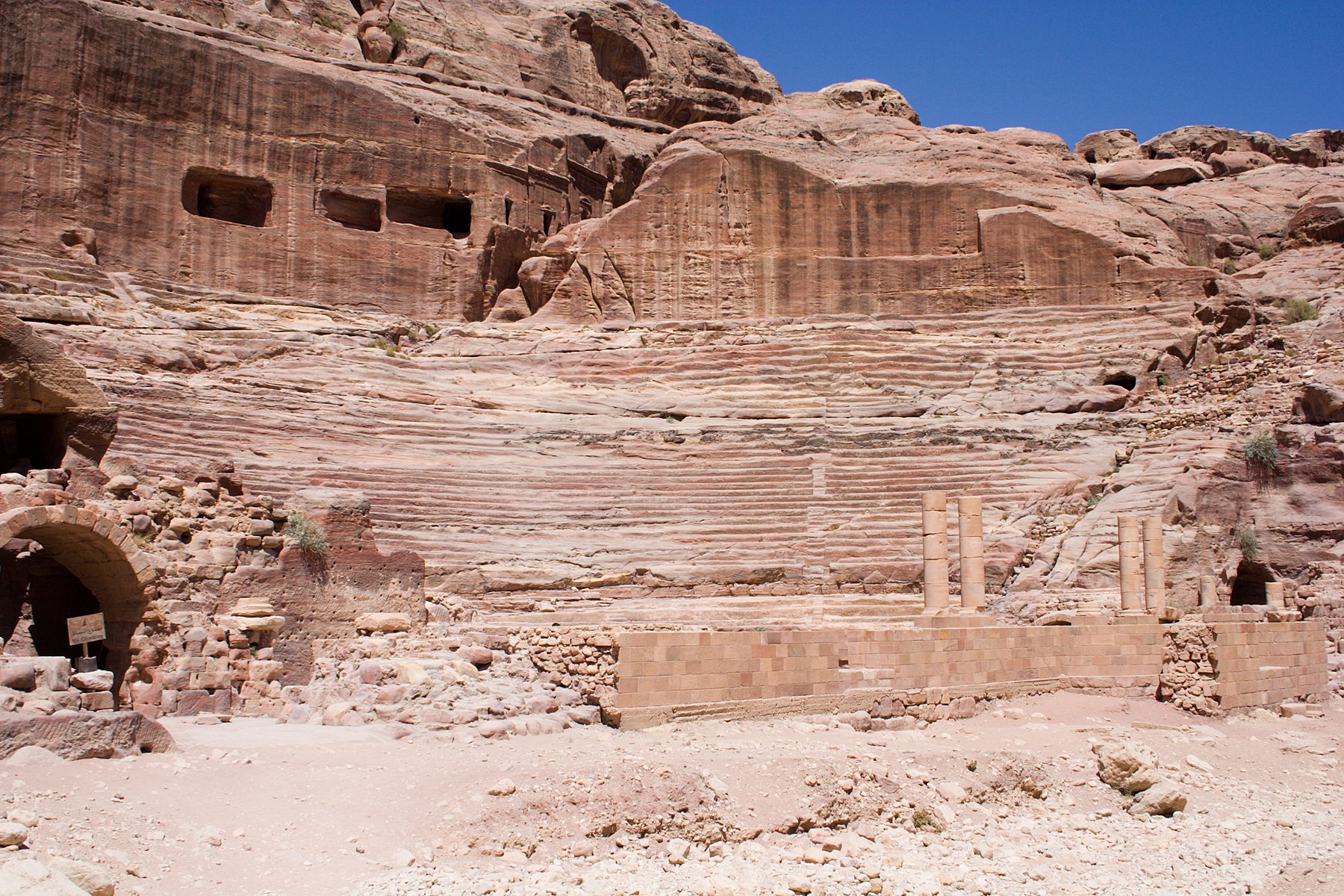
Teatre romà.
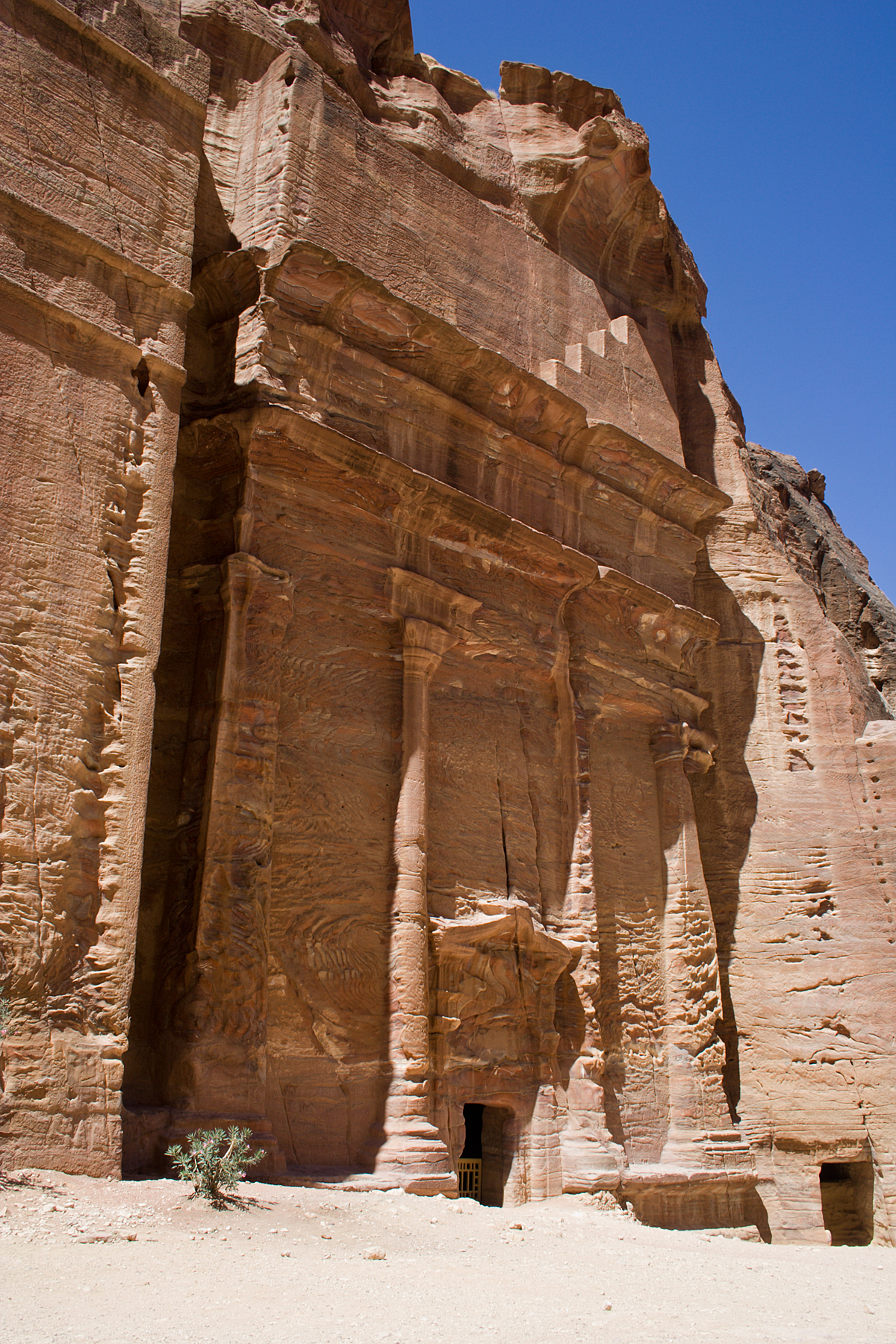
Tomba.
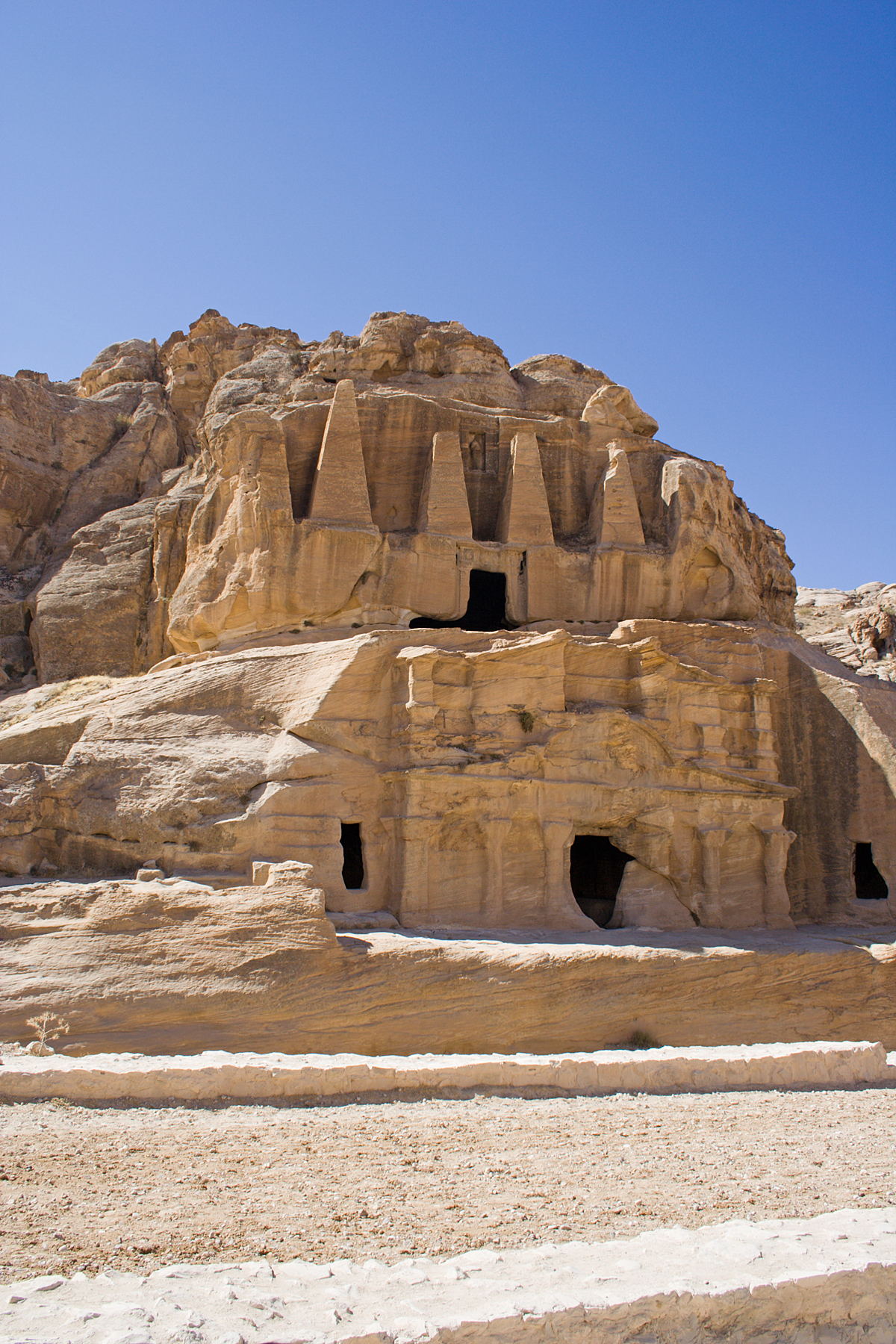
Tomba.
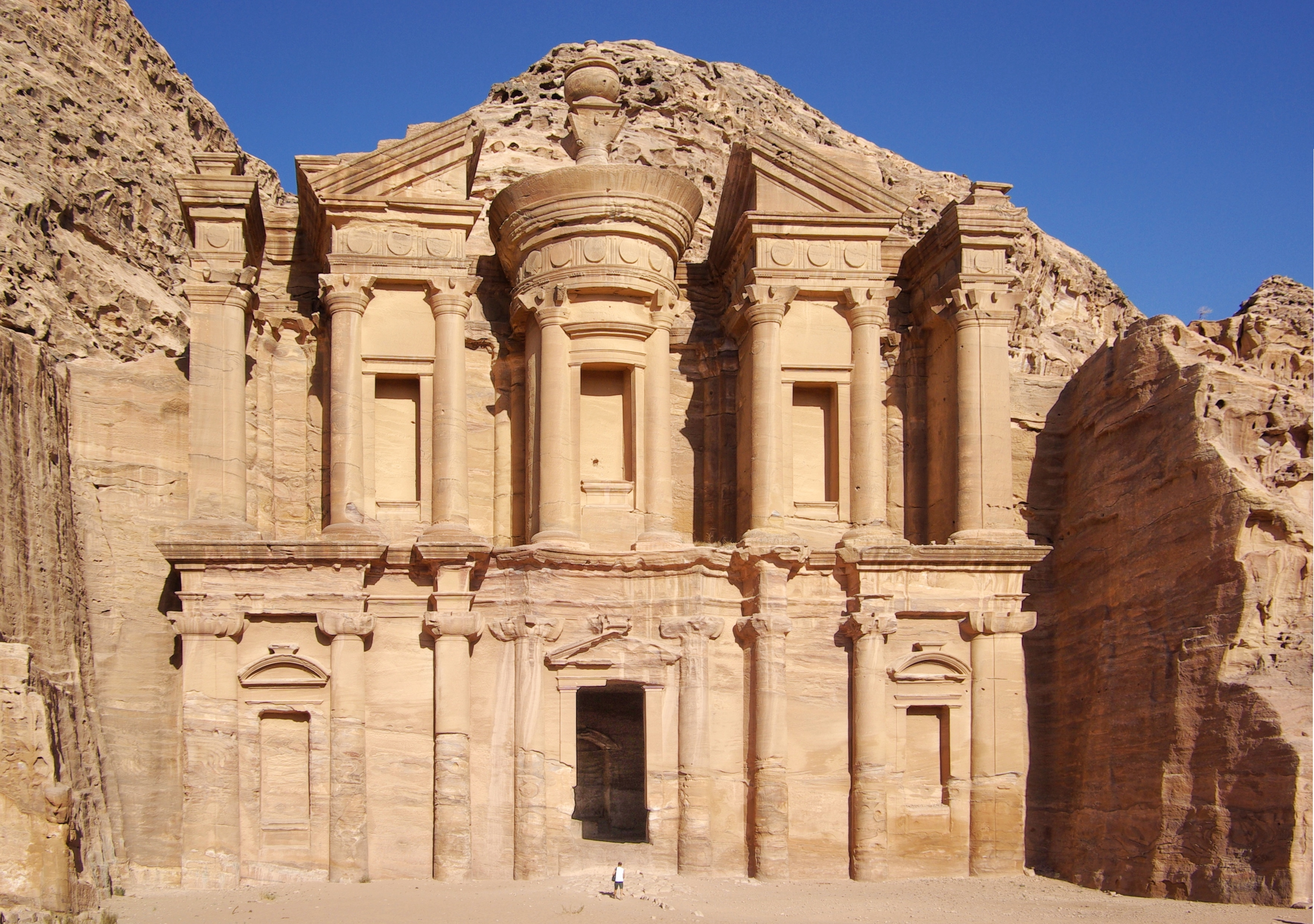
Monestir.
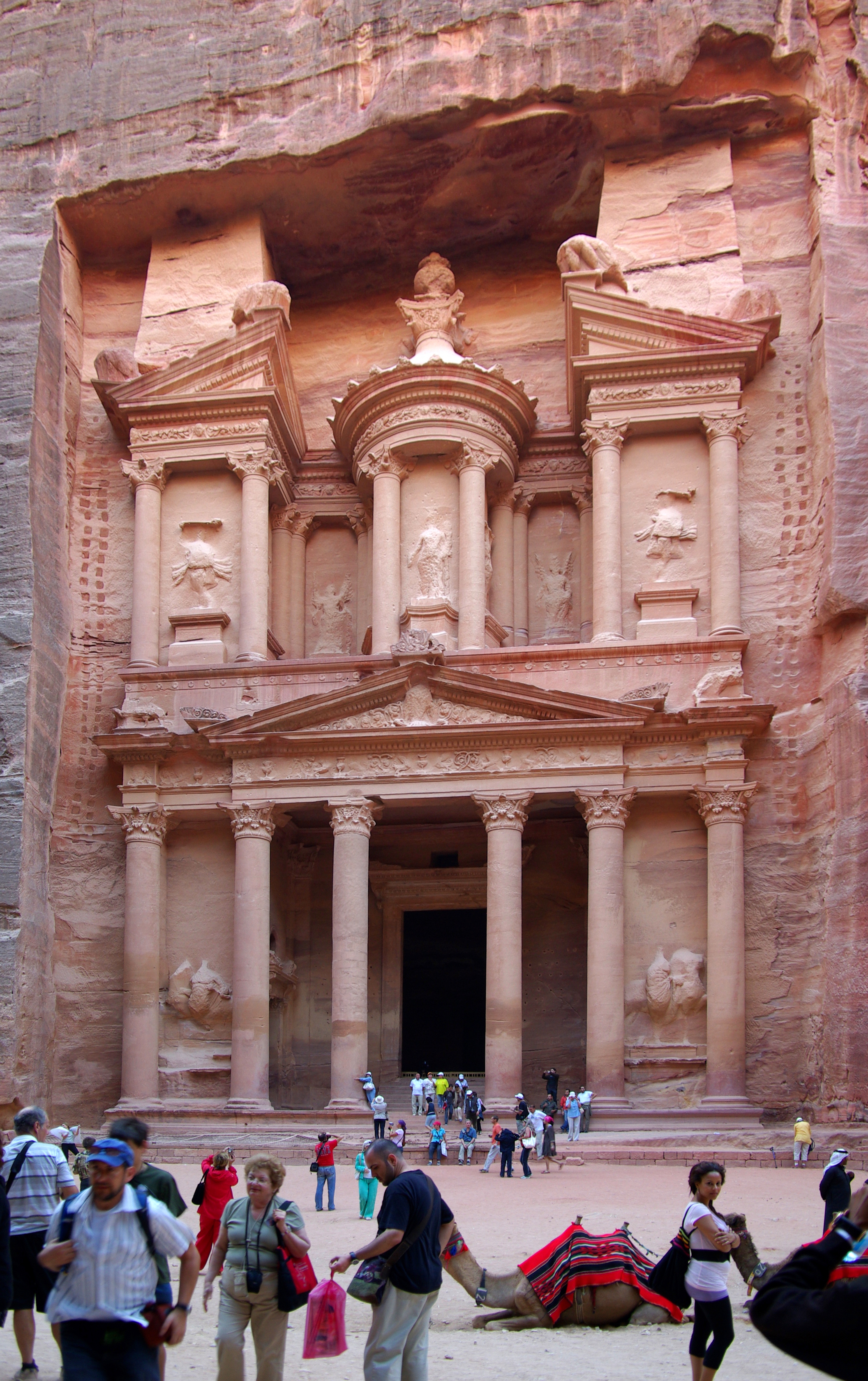
El Tresor.